# Список самых длинных железнодорожных и автодорожных тоннелей России

Список самых длинных железнодорожных и автодорожных тоннелей на территории России — включает в себя тоннели, длина которых превышает 1000 метров. Бежевым цветом выделены тоннели, на которых идет строительство. Красным цветом выделены тоннели, выведенные из эксплуатации.
| №    | Длина, метров | Название тоннеля                                      | Год открытия | Полос / путей                | Место расположения                      | Информация | Изображение |
| ---- | ------------- | ----------------------------------------------------- | ------------ | ---------------------------- | --------------------------------------- | --- | ----------- |
| 1    | 15343         | Северомуйский тоннель                                 | 2003         | 1 путь                       | Республика Бурятия                      | Железнодорожный тоннель на Байкало-Амурской магистрали. По протяжённости является самым длинным железнодорожным тоннелем в России. Предполагается построить второй тоннель, который будет располагаться параллельно существующему, что сделает Северомуйский тоннель двухпутным.                                      |             |
| 2    | 7198          | Тоннель под Амуром                                    | 1942         | 1 путь                       | Хабаровск                               | Железнодорожный тоннель на Транссибирской магистрали. Является единственным подводным туннелем на железных дорогах России. Пересечение Амура Транссибирской магистралью осуществляется по трём путям — два по мосту и один — по тоннелю, так что потребности в строительстве еще одного тоннеля нет.                  |             |
| 3    | 6685,6        | Байкальский тоннель                                   | 1985         | 1 путь                       | Иркутская область — Бурятия             | Железнодорожный тоннель на Байкало-Амурской магистрали. Пересекает Байкальский хребет под перевалом Дабан. |             |
| 3    | 6682          | Байкальский тоннель                                   | 2021         | 1 путь                       | Иркутская область — Бурятия             | Железнодорожный тоннель на Байкало-Амурской магистрали. Пересекает Байкальский хребет под перевалом Дабан. |             |
| 4    | 4565          | Тоннельный комплекс № 3 трассы Адлер — Красная Поляна | 2013         | 1 путь                       | Краснодарский край                      | Самый длинный тоннельный комплекс трассы. Расположен на участке с 23 по 28 километры дороги Адлер — Красная Поляна. |             |
| 4    | 3169          | Тоннельный комплекс № 3 трассы Адлер — Красная Поляна | 2013         | 2 полосы                     | Краснодарский край                      | Самый длинный тоннельный комплекс трассы. Расположен на участке с 23 по 28 километры дороги Адлер — Красная Поляна. |             |
| 5    | 4303          | Гимринский автодорожный тоннель                       | 1991         | 2 полосы                     | Дагестан                                | Самый длинный автодорожный тоннель на территории России. В 1991 году тоннель был открыт в режиме временной эксплуатации. Окончательно сдан в эксплуатацию тоннель был в 2012 году. |             |
| 6    | 3890          | Кузнецовский тоннель                                  | 2012         | 1 путь                       | Хабаровский край                        | Железнодорожные тоннели на Байкало-Амурской магистрали. Находятся на подъёме на Кузнецовский перевал, пересекающий горный хребет Сихотэ-Алинь. |             |
| 6    | 413           | Кузнецовский тоннель                                  | 1945         | 1 путь                       | Хабаровский край                        | Железнодорожные тоннели на Байкало-Амурской магистрали. Находятся на подъёме на Кузнецовский перевал, пересекающий горный хребет Сихотэ-Алинь. |             |
| 7    | 3730          | Рокский тоннель                                       | 1984         | 2 полосы                     | Северная Осетия — Южная Осетия / Грузия | Автодорожный тоннель через Главный Кавказский хребет на Рокском перевале под горой Сохс. Соединяет Россию с частично признанной Южной Осетией. |             |
| 8    | 3246          | Лефортовский тоннель                                  | 2003         | 3 полосы                     | Москва                                  | Автомобильный тоннель в Москве. Является частью Третьего транспортного кольца. |             |
| 8    | 1200 + 1000   | Лефортовский тоннель                                  | 2003         | 4 полосы                     | Москва                                  | Автомобильный тоннель в Москве. Является частью Третьего транспортного кольца. |             |
| 9    | 3200          | Лысогорский железнодорожный тоннель                   | 1979         | 1 путь                       | Краснодарский край                      | Железнодорожный тоннель Северо-Кавказской железной дороги на линии Краснодар — Туапсе. В 2020 году прошёл капитальный ремонт. |             |
| 10   | 3126          | Северо-Западный тоннель                               | 2007         | 6 полос 2 пути               | Москва                                  | Совмещённый автомобильный и метро-тоннель в Москве. Является частью Краснопресненского проспекта. |             |
| 11   | 2864          | Тоннельный комплекс № 5 трассы Адлер — Красная Поляна | 2012         | 2 пути                       | Краснодарский край                      | Пятый тоннельный комплекс расположен на участке 39,9 — 42,7 км трассы Адлер — Красная Поляна. Сразу за северным порталом тоннеля на 43 км новой дороги находится промежуточная станция Эсто-Садок. |             |
| 11   | 1333          | Тоннельный комплекс № 5 трассы Адлер — Красная Поляна | 2012         | 4 полосы                     | Краснодарский край                      | Пятый тоннельный комплекс расположен на участке 39,9 — 42,7 км трассы Адлер — Красная Поляна. Сразу за северным порталом тоннеля на 43 км новой дороги находится промежуточная станция Эсто-Садок. |             |
| 12   | 2619          | Барановский тоннель                                   | 2009         | 2 полосы                     | Сочи                                    | Автомобильный тоннель, соединяющий Лазаревский и Центральный районы в Сочи. |             |
| 13   | 2580          | Краснополянский тоннель                               | 2005         | 4 полосы                     | Краснодарский край                      | Расположен на старом Краснополянскоем шоссе. |             |
| 14   | 2486,7        | Манский тоннель                                       | 1963         | 1 путь                       | Красноярский край                       | Железнодорожный тоннель Красноярской железной дороги. |             |
| 14   | 2460,6        | Манский тоннель                                       | 2014         | 1 путь                       | Красноярский край                       | Железнодорожный тоннель Красноярской железной дороги. |             |
| 15   | 2475          | Тоннельный комплекс № 1 трассы Адлер — Красная Поляна | 2013         | 2 пути                       | Краснодарский край                      | Первый тоннельный комплекс проложен вблизи посёлка Ахштырь Адлерского района города Сочи на участке трассы с 14,7 по 17,2 км к поселку Красная Поляна. |             |
| 15   | 2287          | Тоннельный комплекс № 1 трассы Адлер — Красная Поляна | 2013         | 4 полосы                     | Краснодарский край                      | Первый тоннельный комплекс проложен вблизи посёлка Ахштырь Адлерского района города Сочи на участке трассы с 14,7 по 17,2 км к поселку Красная Поляна. |             |
| 16   | 2400          | Нанхчульский тоннель                                  | 1957         | 1 путь                       | Хакасия                                 | Железнодорожный тоннель Красноярской железной дороги. |             |
| 16   | 2400          | Нанхчульский тоннель                                  | 2001         | 1 путь                       | Хакасия                                 | Железнодорожный тоннель Красноярской железной дороги. |             |
| 17   | 2253,6        | Крольский тоннель                                     | 2011         | 1 путь                       | Красноярский край                       | Железнодорожный тоннель Красноярской железной дороги. |             |
| 17   | 2252,1        | Крольский тоннель                                     | 1965         | 1 путь                       | Красноярский край                       | Железнодорожный тоннель Красноярской железной дороги. |             |
| 18   | 2030          | Новый Тарманчуканский тоннель                         | 2004         | 2 пути                       | Амурская область                        | Железнодорожный тоннель на Транссибирской магистрали. Проходит под одним из отрогов Малого Хинганского хребта. Один из семи Хинганских тоннелей. Первоначально был открыт в 1916 году. В 2004 году был открыт новый тоннель, получив такое же название как у тоннеля 1916 года, а старый тоннель был законсервирован. |             |
| 19   | 1981          | Кодарский тоннель                                     | 1988         | 1 путь                       | Забайкальский край                      | Железнодорожный тоннель на Байкало-Амурской магистрали. |             |
| 20   | 1935          | Алабяно-Балтийский тоннель                            | 2013         | 3 полосы                     | Москва                                  | Автомобильный тоннель в Москве, составная часть развязки на Соколе. |             |
| 20   | 1935          | Алабяно-Балтийский тоннель                            | 2015         | 3 полосы                     | Москва                                  | Автомобильный тоннель в Москве, составная часть развязки на Соколе. |             |
| 21   | 1852          | Дуссе-Алиньский тоннель                               | строится     | 1 путь                       | Хабаровский край                        | Железнодорожный тоннель на Байкало-Амурской магистрали. |             |
| 21   | 1824          | Дуссе-Алиньский тоннель                               | 1953, 1982   | 1 путь                       | Хабаровский край                        | Железнодорожный тоннель на Байкало-Амурской магистрали. |             |
| 22   | 1843,4        | Второй Мысовой тоннель                                | 1989         | 1 путь (рассчитан на 2 пути) | Бурятия                                 | Железнодорожный тоннель на Байкало-Амурской магистрали. |             |
| 23   | 1730          | Волоколамский тоннель                                 | 2009         | 6 полос                      | Москва                                  | Автомобильный тоннель в Москве, составная часть развязки на Соколе. |             |
| 24   | 1706          | Третий Мысовой тоннель                                | 1989         | 1 путь (рассчитан на 2 пути) | Бурятия                                 | Железнодорожный тоннель на Байкало-Амурской магистрали. |             |
| 25   | 1674          | Большой новороссийский тоннель                        | 1888         | 1 путь                       | Краснодарский край                      | Железнодорожный тоннель Северо-Кавказской железной дороги. Тоннель 1888 года прошел полную реконструкцию и был вновь открыт в 2011. |             |
| 25   | 1627          | Большой новороссийский тоннель                        | 2009         | 1 путь                       | Краснодарский край                      | Железнодорожный тоннель Северо-Кавказской железной дороги. Тоннель 1888 года прошел полную реконструкцию и был вновь открыт в 2011. |             |
|      | 1630          | Старый Тарманчуканский тоннель                        | 1915         | 1 путь                       | Амурская область                        | Законсервированный железнодорожный тоннель на Транссибирской магистрали. Один из семи Хинганских тоннелей. В 2004 году был открыт новый тоннель, получив такое же название как у тоннеля 1916 года, а старый тоннель был законсервирован.                                                                             |             |
| 26   | 1561          | Мамайский тоннель                                     | 2014         | 2 полосы                     | Сочи                                    | Автодорожный тоннель в центральной части Сочи. Состоит из двух стволов с организацией одностороннего движения в каждом. |             |
| 26   | 1538          | Мамайский тоннель                                     | 2014         | 2 полосы                     | Сочи                                    | Автодорожный тоннель в центральной части Сочи. Состоит из двух стволов с организацией одностороннего движения в каждом. |             |
| 27   | 1470          | Агурский тоннель                                      | 2013         | 2 полосы                     | Сочи                                    | Тоннель состоит из одного ствола с организацией одностороннего движения. Встречное движение организовано через Мацестинский тоннель. |             |
|      | 1450          | Тоннель Шкотово – Смоляниново                         |              | 1 путь                       | Приморский край                         | Строящийся железнодорожный тоннель Дальневосточной железной дороги. |             |
| 1420 | 1 путь        | Тоннель Шкотово – Смоляниново                         |              |                              | Приморский край                         | Строящийся железнодорожный тоннель Дальневосточной железной дороги. |             |
| 28   | 1382          | Владивостокский тоннель                               | 1935         | 1 путь                       | Владивосток                             | Также известен как тоннель имени Сталина. Признан объектом культурного наследия России. |             |
| 29   | 1343,7        | Четвёртый Мысовой тоннель                             | 1989         | 1 путь (рассчитан на 2 пути) | Бурятия                                 | Железнодорожный тоннель на Байкало-Амурской магистрали. |             |
| 30   | 1316          | Мацестинский тоннель                                  | 2000         | 2 полосы                     | Сочи                                    | Тоннель состоит из одного ствола с организацией одностороннего движения. Встречное движение организовано через Агурский тоннель. |             |
| 31   | 1278          | Лагар-Аульский тоннель                                | 2006         | 1 путь                       | Еврейская автономная область            | Железнодорожный тоннель на Транссибирской магистрали. Проходит под одним из отрогов Малого Хинганского хребта. Один из семи Хинганских тоннелей. Старый тоннель реконструирован в 2009. |             |
| 31   | 1260          | Лагар-Аульский тоннель                                | 1914         | 1 путь                       | Еврейская автономная область            | Железнодорожный тоннель на Транссибирской магистрали. Проходит под одним из отрогов Малого Хинганского хребта. Один из семи Хинганских тоннелей. Старый тоннель реконструирован в 2009. |             |
| 32   | 1270          | Гойтхский тоннель                                     | 1914         | 1 путь                       | Краснодарский край                      | Железнодорожный тоннель Северо-Кавказской железной дороги. Пролегает под Гойтхским перевалом. |             |
| 33   | 1223          | Тоннель Восточного выезда                             | 2024         | 2 полосы                     | Уфа                                     | Автодорожный тоннель проекта «Восточный выезд», который связывает проспект Салавата Юлаева в Уфе с федеральной трассой М5 «Урал». |             |
| 33   | 1223          | Тоннель Восточного выезда                             | 2024         | 2 полосы                     | Уфа                                     | Автодорожный тоннель проекта «Восточный выезд», который связывает проспект Салавата Юлаева в Уфе с федеральной трассой М5 «Урал». |             |
| 34   | 1157,96       | Томусинский железнодорожный тоннель                   | 2017         | 1 путь                       | Кемеровская область                     | Железнодорожный тоннель Западно-Сибирской железной дороги. |             |
| 34   | 1157,87       | Томусинский железнодорожный тоннель                   | 1967         | 1 путь                       | Кемеровская область                     | Железнодорожный тоннель Западно-Сибирской железной дороги. |             |
| 35   | 1133,9        | Навагинский тоннель                                   | 2009         | 1 путь                       | Краснодарский край                      | Железнодорожный тоннель Северо-Кавказской железной дороги. |             |
| 35   | 1096          | Навагинский тоннель                                   | 1914         | 1 путь                       | Краснодарский край                      | Железнодорожный тоннель Северо-Кавказской железной дороги. |             |
|      | 1123,7        | Дидинский тоннель                                     | 1918         | 1 путь                       | Свердловская область                    | Тоннель закрыт в 1995 году, после 77 лет эксплуатации, поскольку начал постепенно разрушаться из-за грунтовых вод. Был частью Транссибирской магистрали. Взамен Дидинского тоннеля новый тоннель не строился, движение было пущено наземным путём.                                                                    |             |
| 36   | 1100          | Гагаринский тоннель                                   | 2001         | 8 полос                      | Москва                                  | Трёхъярусный автомобильный и железнодорожный тоннель. |             |
| 36   | 900           | Гагаринский тоннель                                   | 2001         | 2 пути                       | Москва                                  | Трёхъярусный автомобильный и железнодорожный тоннель. |             |
| 37   | 1015          | Большой Петлевой тоннель                              | 1914         | 1 путь                       | Краснодарский край                      | Железнодорожный тоннель Северо-Кавказской железной дороги. Реконструирован в 2006. |             |